# MG Motor
MG Motor UK Limited (abans NAC MG UK Limited) és una companyia d'automòbils esportius britànica fundada als anys 2005. Neix de l'adquisició de la marca MG per Nanjing Automobile (grup SAIC Motor), els vehicles MG estan dissenyats i desenvolupats per SAIC, i la fabricació es fa principalment a les plantes de SAIC a la Xina. A més, SAIC produeix vehicles MG a Tailàndia, Índia, Indonèsia i Taiwan per als seus respectius mercats regionals. La marca va muntar breument cotxes a la planta de Longbridge al Regne Unit del 2007 al 2016, abans de tornar a comprar vehicles directament de la Xina.